# Escavatore

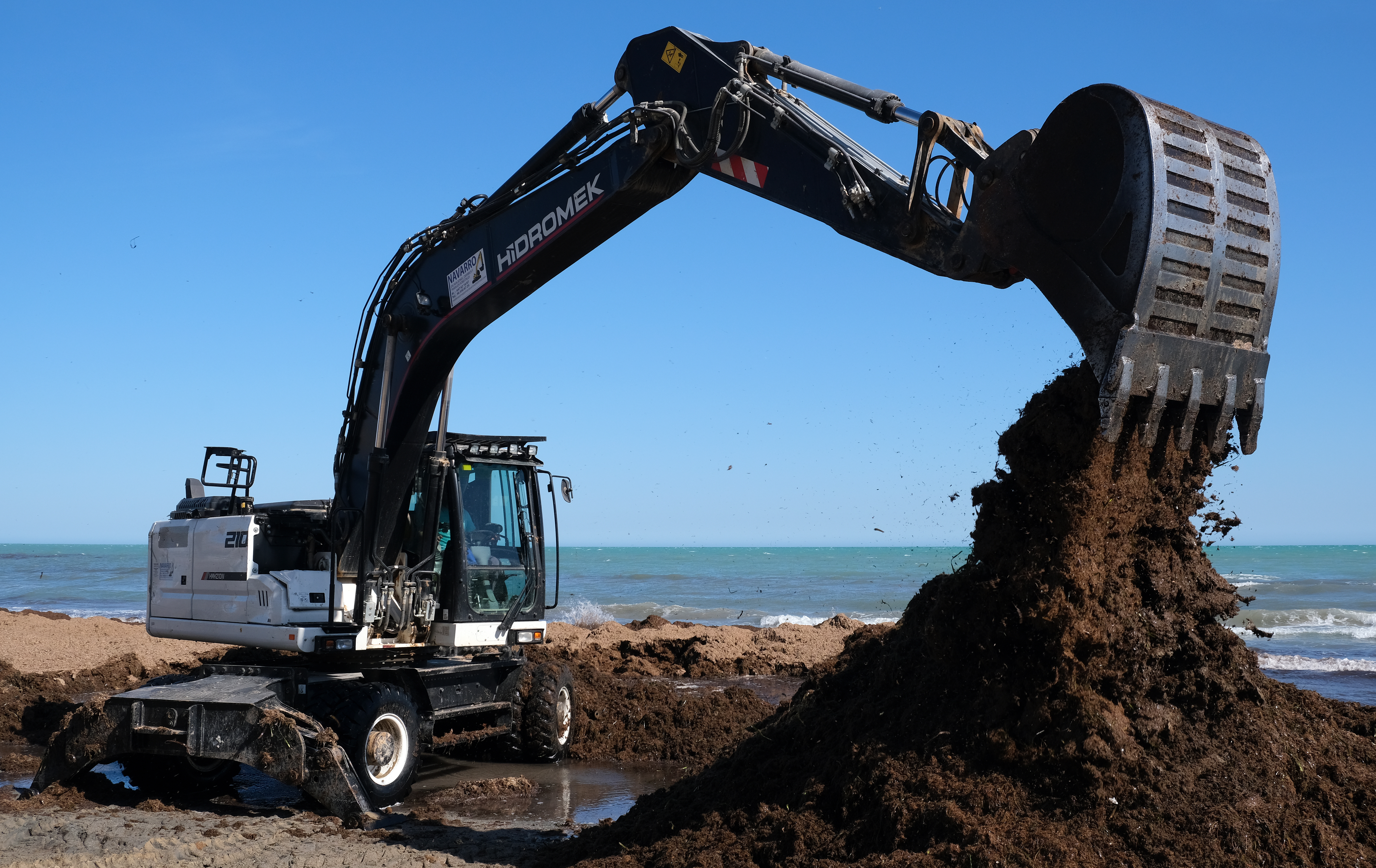
Escavatore gommato durante le attività di movimento terra

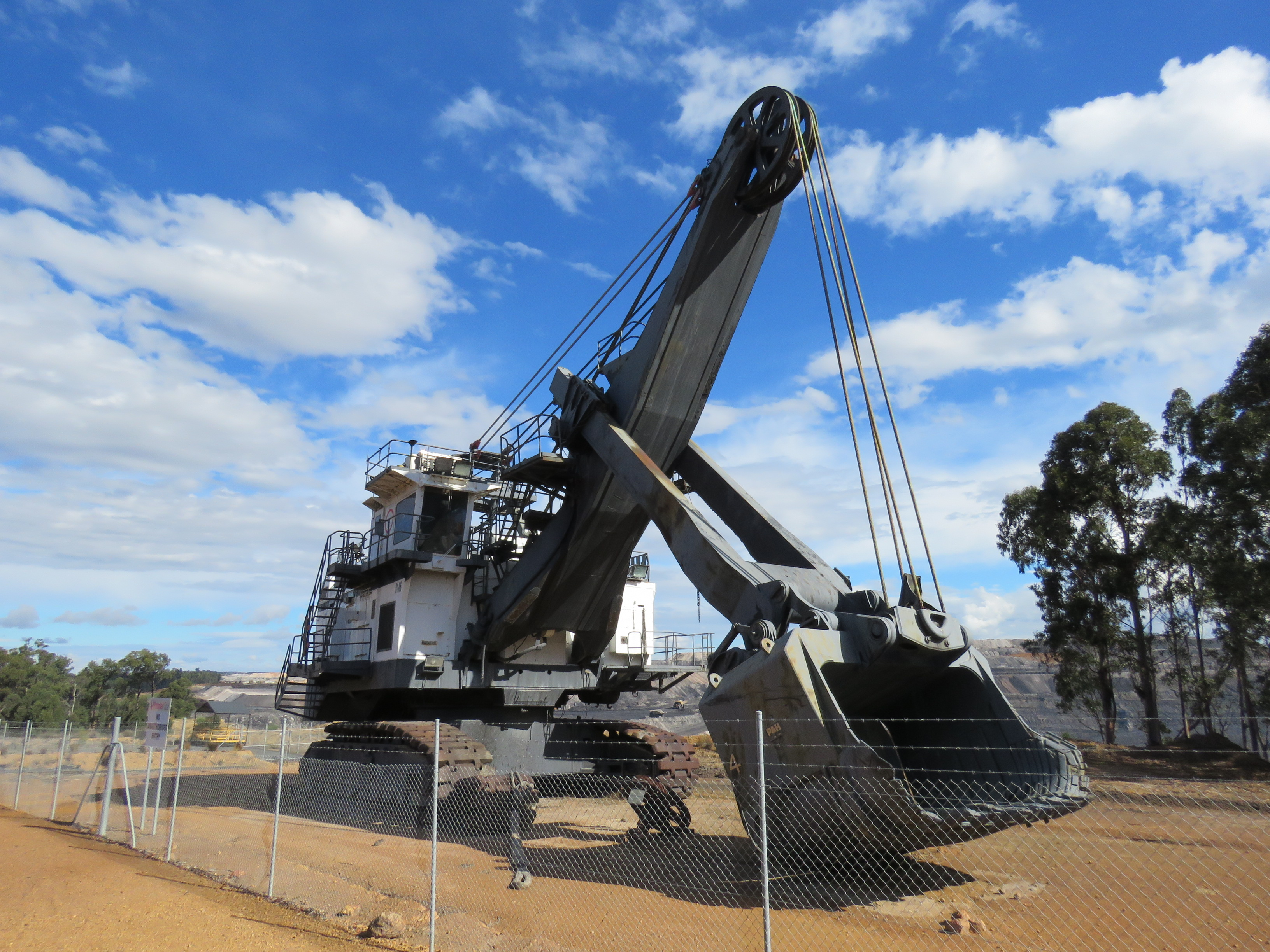
Escavatore cingolato con azionamento del braccio a fune

Un escavatore (chiamato anche escavatrice o macchina escavatrice) è una macchina di movimento terra utilizzata principalmente per operazioni di scavo, carico e scarico di materiale, come la rimozione di porzioni di terreno non particolarmente coerente.
L'operatore che aziona la macchina viene definito "escavatorista".
La draga è una macchina che ha funzione analoga all'escavatore, ma utilizzata per scavi subacquei.

## Storia

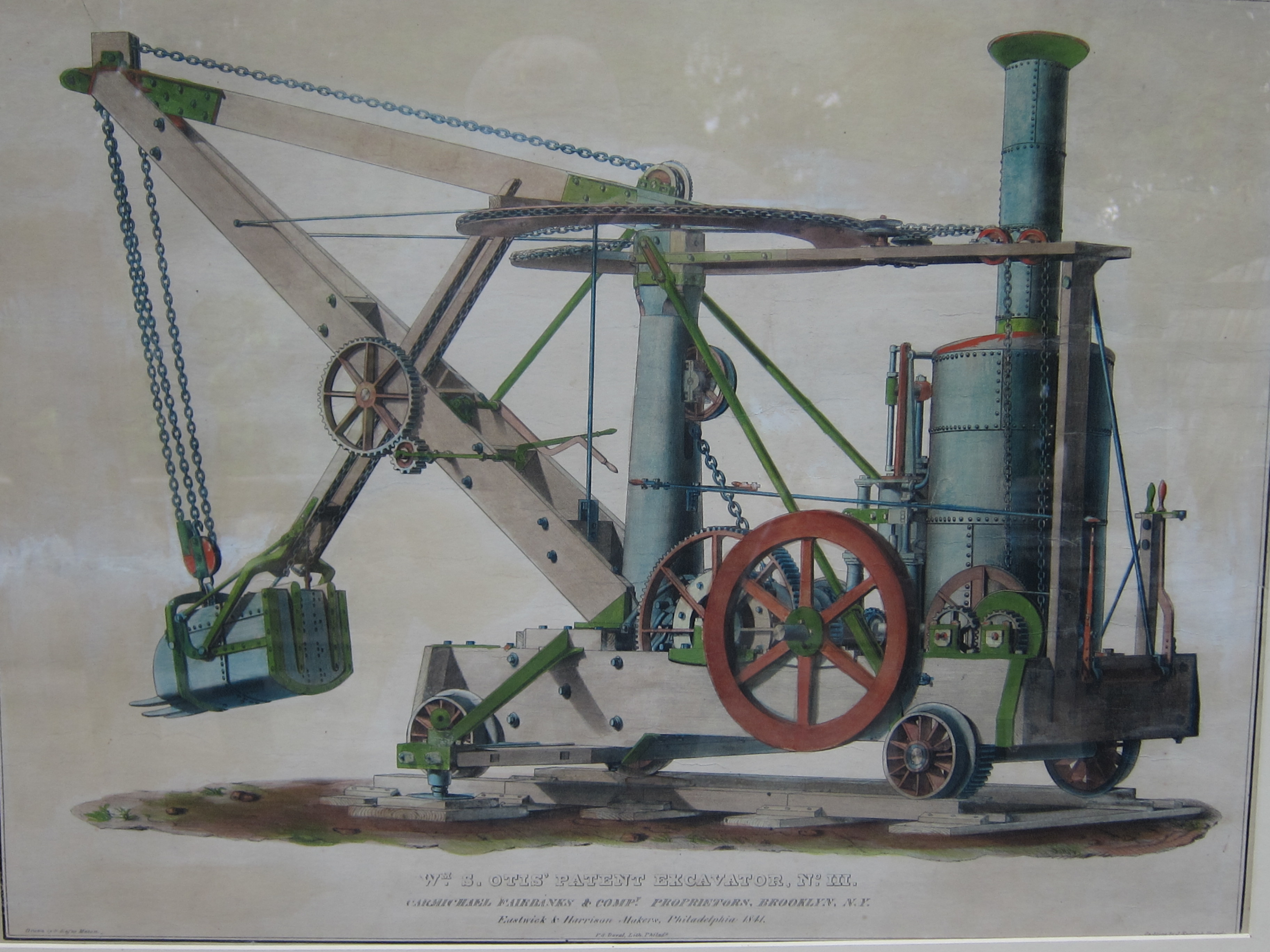
L'escavatore a vapore di William Smith Otis su rotaia (disegno del 1841).

Il primo escavatore a vapore, da cui ebbe origine più tardi l'escavatore idraulico, fu sviluppato nel 1796 dall'inventore scozzese James Watt e dall'imprenditore inglese Matthew Boulton, mentre il primo brevetto di un escavatore a vapore è opera dell'ingegnere ferroviario americano William Smith Otis alla fine del XIX secolo, tra il 1833 e il 1835. L'escavatore a vapore di Otis, piuttosto rudimentale rispetto agli escavatori moderni, era costituito essenzialmente da un telaio ferroviario (costruito in legno e ferro) a cui era collegato un braccio, con benna singola, che poteva essere parzialmente ruotato attraverso funi azionate dalla forza umana.
L'invenzione dell'escavatore idraulico si deve ai fratelli Pierre ed Eugene Bucyrus nel 1882. I primi "escavatori idraulici" erano in realtà azionati in parte in maniera idraulica e in parte attraverso dei cavi. Per potere vedere il primo escavatore "completamente idraulico", della la Kilgore Machine Company, si è dovuto attendere al 1897.

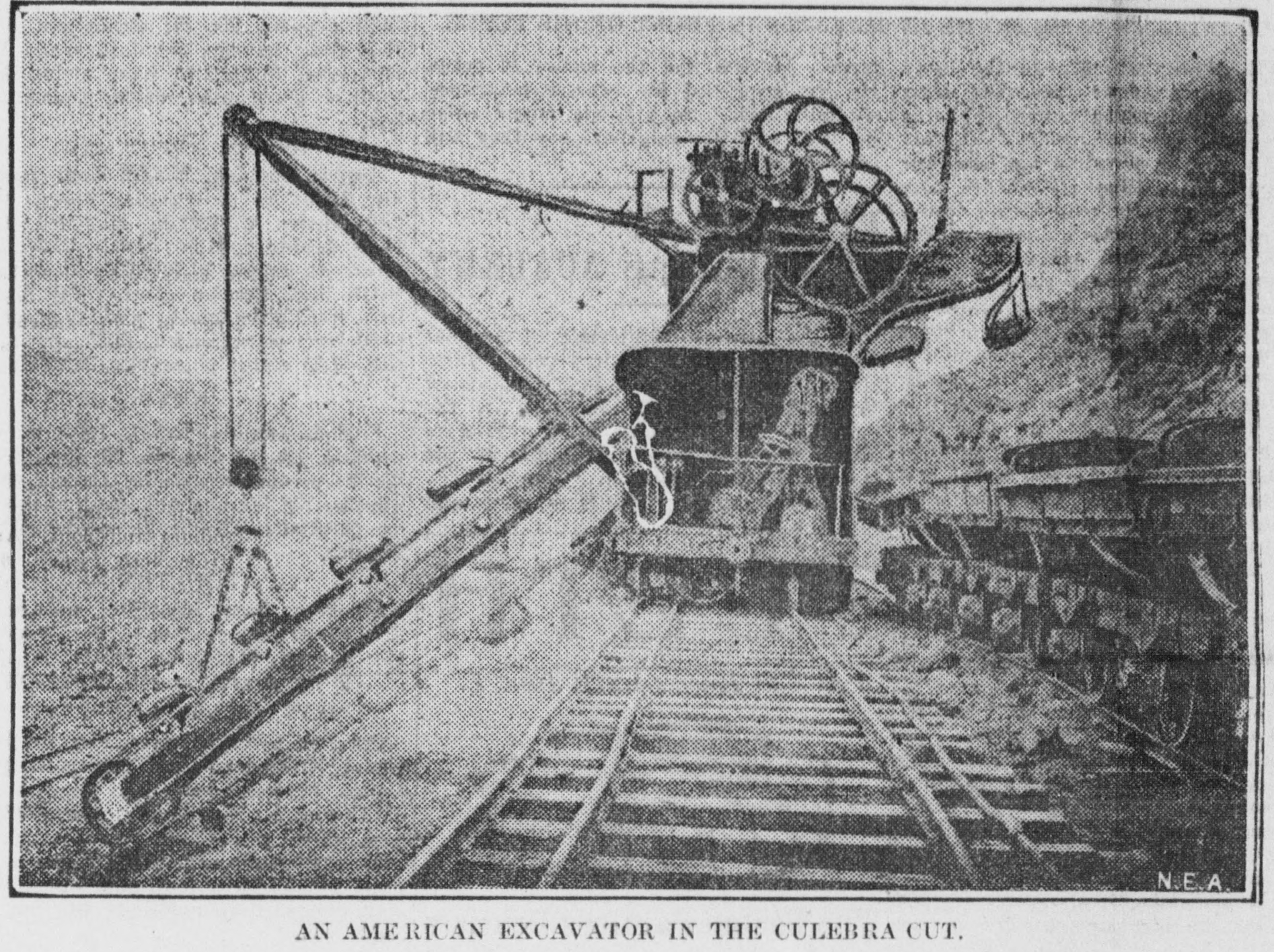
Un escavatore nello stretto di Culebra, durante la costruzione del Canale di Panama (1904).

Negli anni '20 l'azienda francese Poclain inventò il primo escavatore cingolato a pala anteriore completamente idraulico. Negli anni '60 si ebbe poi la commercializzazione di escavatori idraulici da parte dell'azienda giapponese Kato Works Co. Ltd.
Alla fine degli anni '60 risale invece il primo escavatore compatto (o "miniescavatore"), progettato in Cina per essere utilizzato nelle risaie, e commercializzato nel 1971 dall'azienda giapponese Kubota con il nome di "Kubota Rabbit". Un altro dei primi miniescavatori è stato l'escavatore semovente gommato "YNB 300" della Yanmar Construction Company. Negli anni '80 gli escavatori compatti si diffusero quindi nel Nord America e in Europa, per essere impiegati in una molteplicità di settori. Nella metà degli anni '80, delle aziende costruttrici di miniescavatori facevano parte JCB, Kubota, Beresford e Manitou. Tra gli anni '60 e gli anni '80 si sviluppano inoltre i primi escavatori idraulici meccatronici (tra cui l'escavatore Komatsu PC05-7), nei quali l'impianto idraulico è controllato elettronicamente.

## Descrizione e funzionamento

Simulazione del movimento del braccio escavatore durante un'operazione di scavo

L'escavatore è costituito principalmente da un corpo basso, denominato "carro", dove sono installati gli organi necessari allo spostamento della macchina (ruote, cingoli, ecc.) e da una struttura superiore, denominata "torretta" che include la postazione di guida e di comando (spesso cabinata), il vano motore e il braccio escavatore (monoblocco, articolato o telescopico) collegato alla torretta.
Durante l'operazione di scavo, il braccio escavatore viene fatto muovere per svolgere il ciclo di lavoro, mentre il carro resta fermo. Negli escavatori moderni, la torretta generalmente può ruotare di 360° rispetto al carro.
Gli escavatori sono spesso dotati di una lama per lo svolgimento di operazioni di rinterro o spianamento del terreno, talvolta utilizzata anche come stabilizzatore.

## Tipi
A seconda dell'ambito in cui devono essere utilizzati, gli escavatori possono essere di diversi tipi ed avere particolari caratteristiche.

### Mobilità
Per consentire il suo spostamento, un escavatore deve essere montato su un telaio che ne permetta il movimento: esso può essere:
- Gommato, ovvero dotato di ruote con pneumatici, per i casi in cui il suo impiego richieda una capacità di carico limitata ma una buona velocità di spostamento. Un tipico caso può essere quello in cui l'area di scavo sia abbastanza distante dal punto in cui il materiale di risulta debba essere depositato, a terra o su un autocarro per la rimozione definitiva.
- Cingolato, ovvero dotato di cingoli, per i casi in cui si ritenga preponderante la necessità di maggiore carico o sforzo di penetrazione nel terreno in situ, a scapito della velocità di spostamento. È questo il caso di cave o miniere in cui il braccio meccanico che monta la benna sia in grado di raggiungere un'area consistente del fronte di scavo senza la necessità di frequenti riposizionamenti.
- Montato su pattini, ovvero su strutture metalliche orizzontali a contatto con il terreno che possono essere movimentate tramite pistoni idraulici sia verticalmente, consentendone il distacco dal terreno, che orizzontalmente, in modo da permetterne una traslazione. Questo caso è tipico delle grandi macchine da miniera, per le quali gli spostamenti sono molto poco frequenti e spesso minimi, mentre la capacità di carico e di penetrazione deve essere assai elevata.
- Ad appoggi articolati: questo tipo di escavatore è dotato di piedi e staffe articolate che permettono un posizionamento ottimale in situazioni di terreno molto inclinato, oppure in situazioni dove il normale escavatore non riesce ad operare, esempio all'interno di canali. Essendo un tipo molto particolare di escavatore la produzione è molto limitata e attualmente quattro aziende nel mondo producono questo escavatore, in italiano è molto spesso chiamato "ragno" per la sua abilità di raggiungere il luogo di utilizzo spostandosi come l'insetto.

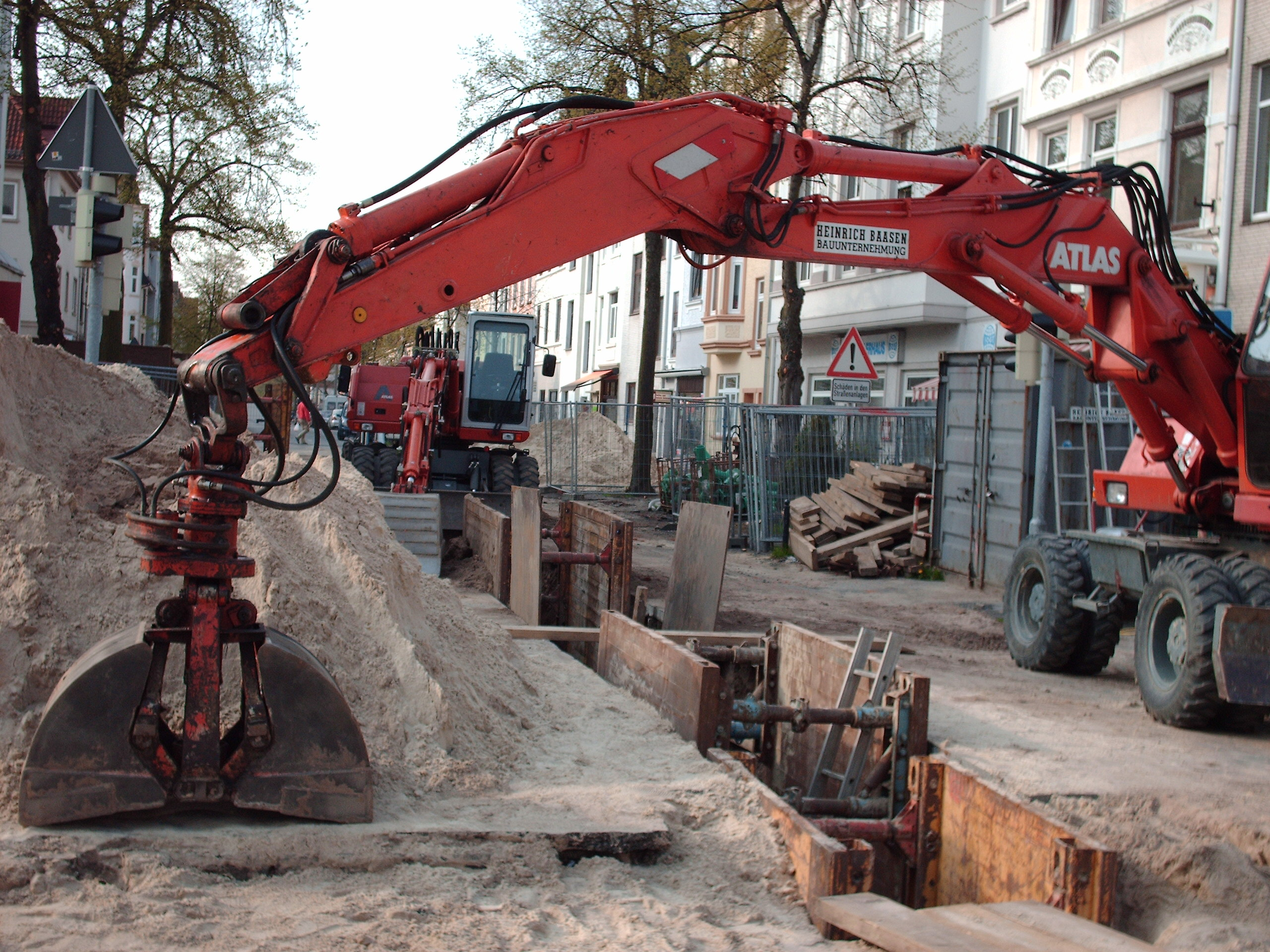
Un escavatore gommato a benna mordente
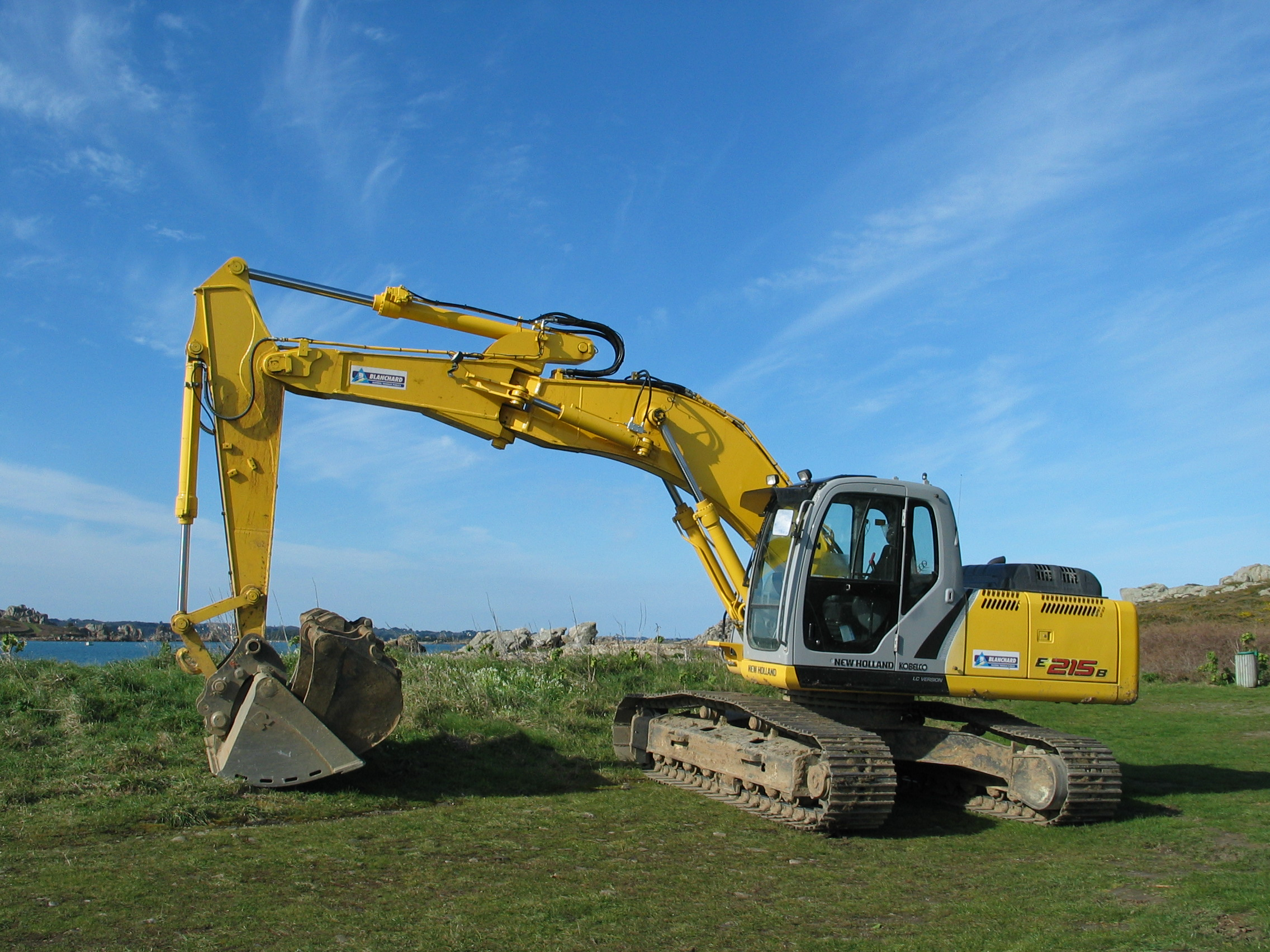
Escavatore cingolato
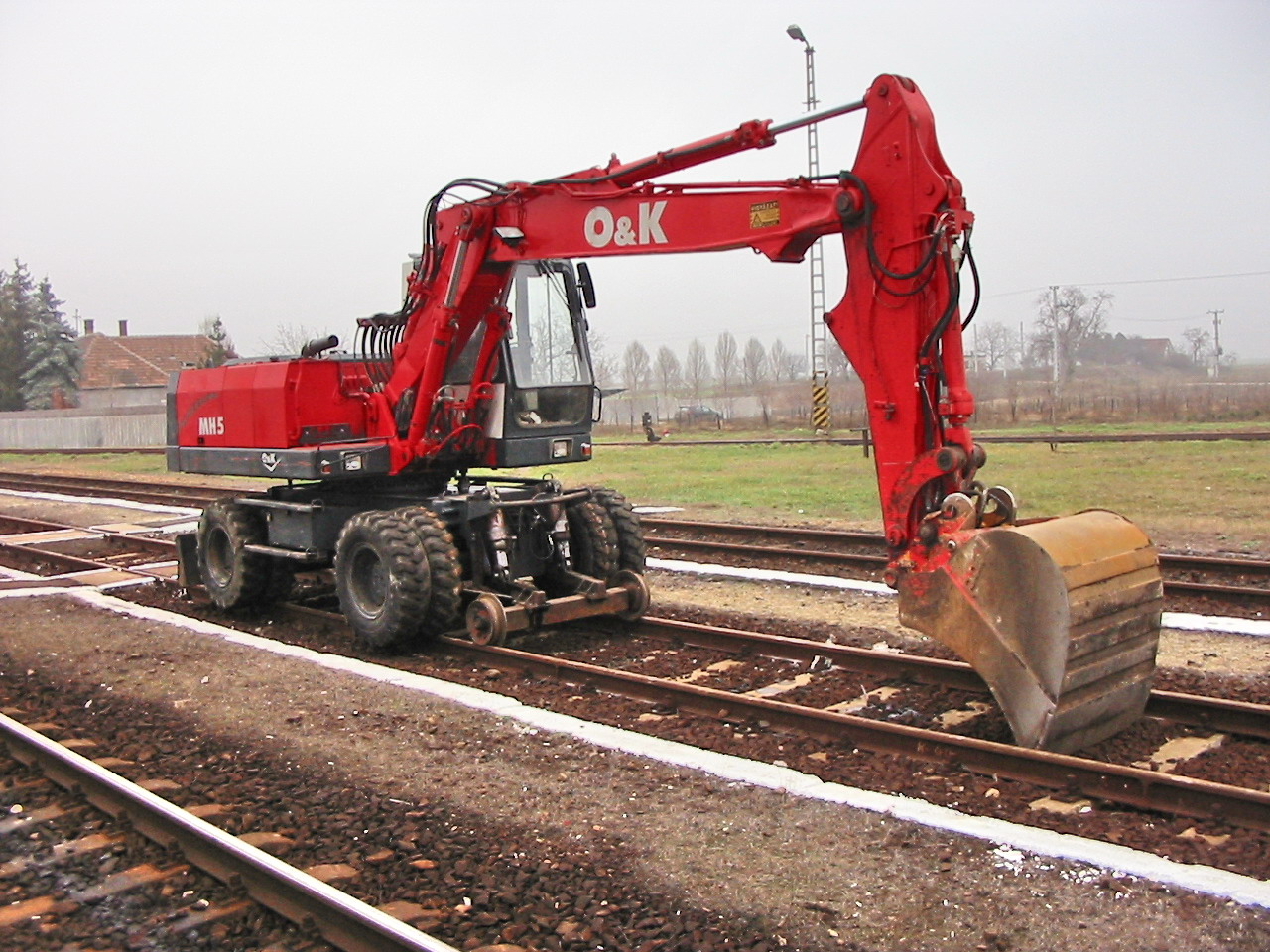
Escavatore con spostamento su gomme e rotaie
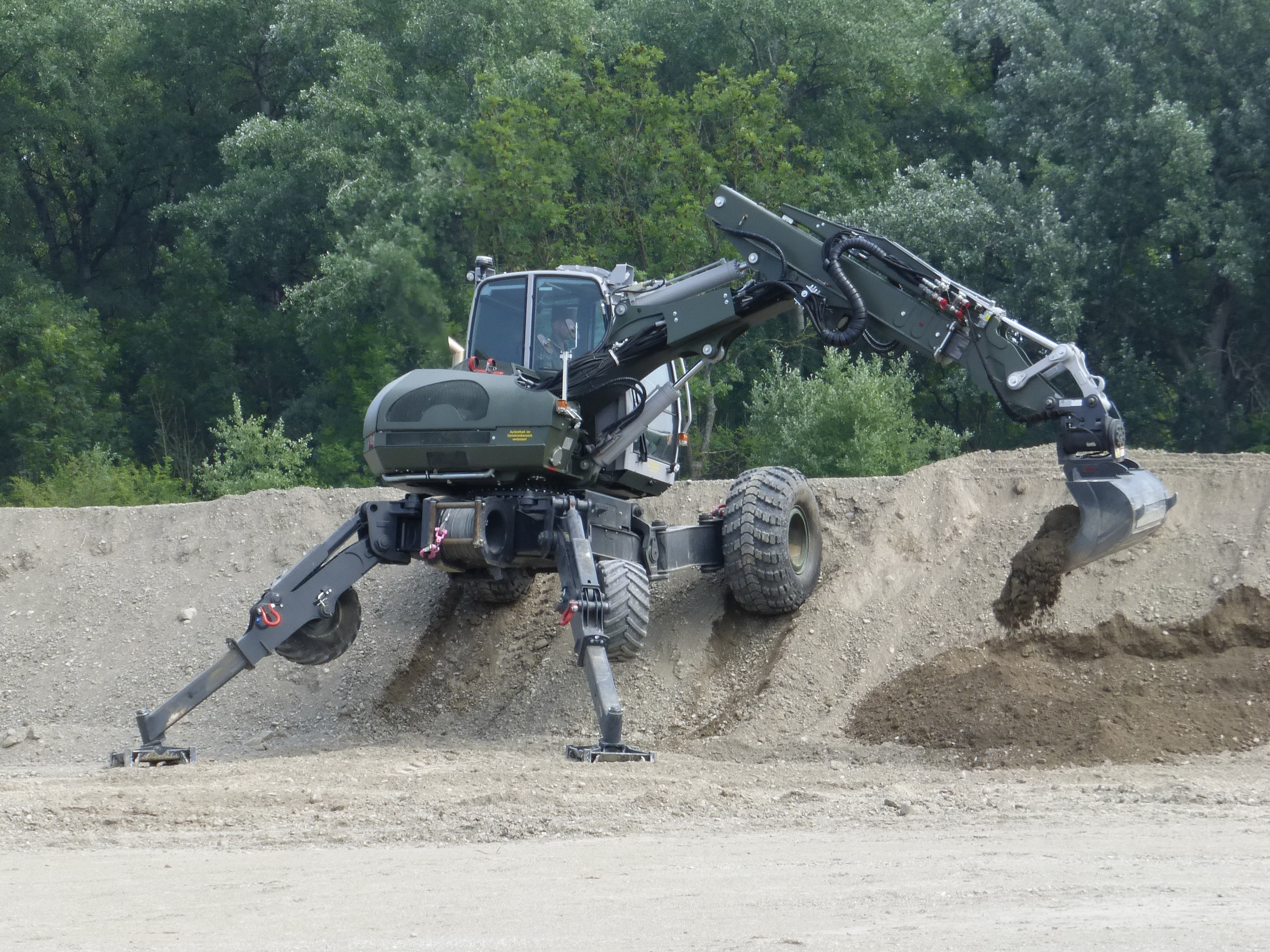
Escavatore a "ragno" Kaiser SX
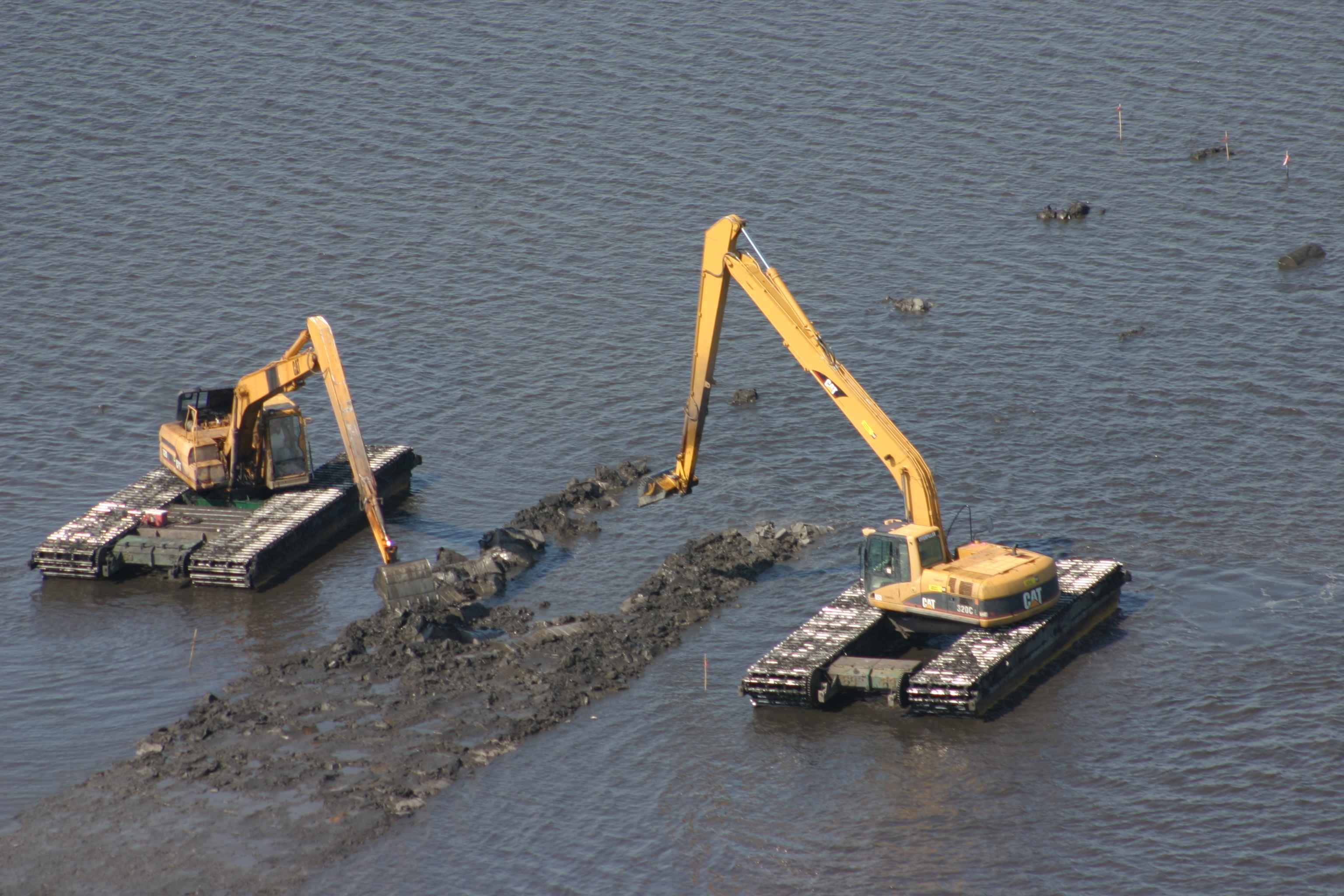
Escavatori anfibi

### Tipo di attrezzo
Un escavatore è munito di un attrezzo di scavo, installato all'estremità del braccio escavatore, che si può ricondurre a due categorie: la benna e la cucchiaia (detta anche cucchiaio o cucchiaione).
Una benna può essere a sua volta di due tipi: mordente oppure trascinata:

La benna mordente viene solitamente impiegata per lavori di scavo che richiedono di raggiungere un punto molto inferiore al piano d'appoggio della macchina, ad esempio nelle grandi fondazioni oppure nel dragaggio di fondali marittimi o lacustri nei pressi della riva o della chiatta su cui l'escavatore è montato. La benna viene calata aperta sul punto di scavo, dove penetra nel terreno e, grazie ad un azionamento solitamente idraulico, viene chiusa in modo da raccogliere il materiale.

La benna trascinata, utilizzata soprattutto nel dragaggio dei fondali, è invece solitamente montata su un escavatore con un lungo braccio, in modo da poter raggiungere distanze orizzontali maggiori: la benna viene fatta salire fino all'estremità del braccio, quindi calata sul fondale e trascinata verso la macchina da un sistema di funi, raccogliendo il materiale durante questo movimento.
La cucchiaia può essere anch'essa di due tipi: rovescia o frontale, a seconda che la bocca della stessa sia rivolta verso l'escavatore o verso il lato opposto.

La cucchiaia rovescia viene utilizzata per effettuare degli scavi al di sotto del piano su cui è posta la macchina, oppure ad altezze minime al di sopra dello stesso. Il movimento di raccolta è dato dal braccio, che muove la cucchiaia lungo la parete da scavare dal punto più lontano a quello più prossimo all'escavatore.

La cucchiaia frontale viene invece spinta contro la parete di scavo nel punto più basso possibile e viene quindi sollevata asportando il materiale dal basso verso l'alto.
Per lo svolgimento di particolari attività diverse da quelle tipiche di scavo, carico e scarico materiale (ad esempio per svolgere attività di demolizione), al posto della benna e della cucchiaia possono essere collegati all'escavatore altri attrezzi, come la cesoia idraulica, il martello idraulico (o "martellone"), il ragno, la pinza, il gancio di sollevamento, la benna vagliatrice, le frese rotative, i compattatori.

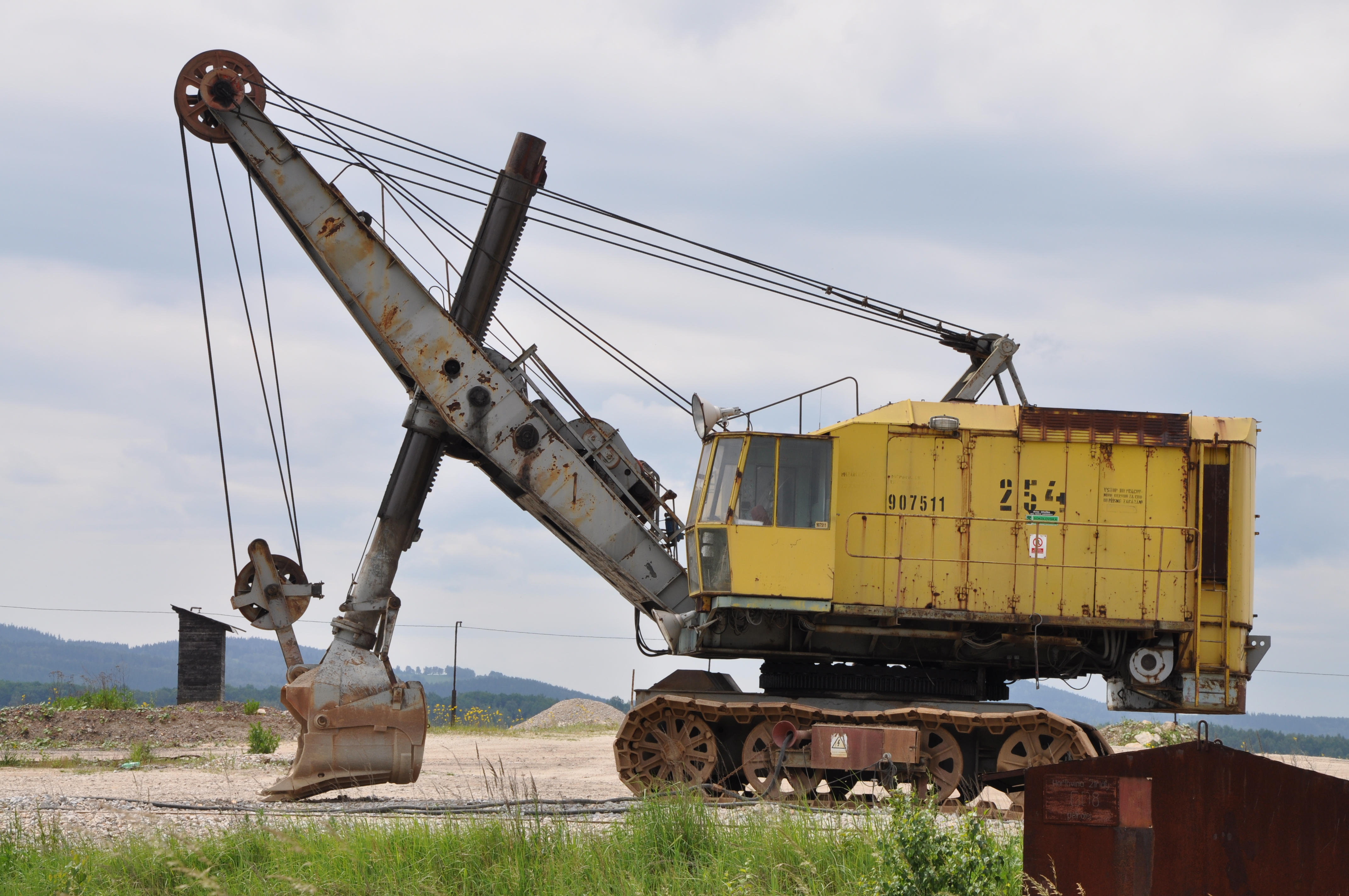
Un escavatore a benna frontale
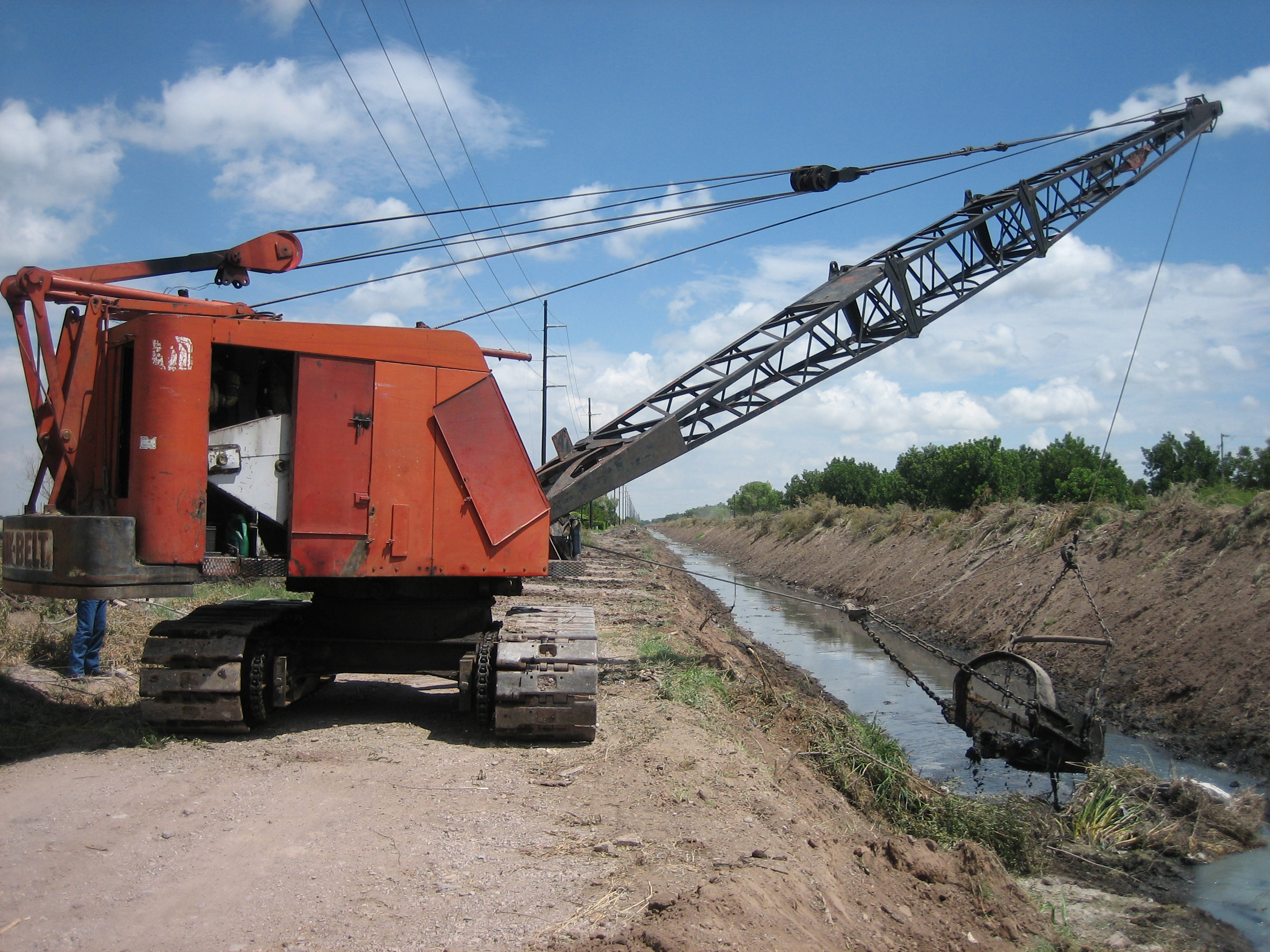
Un escavatore a benna trascinata
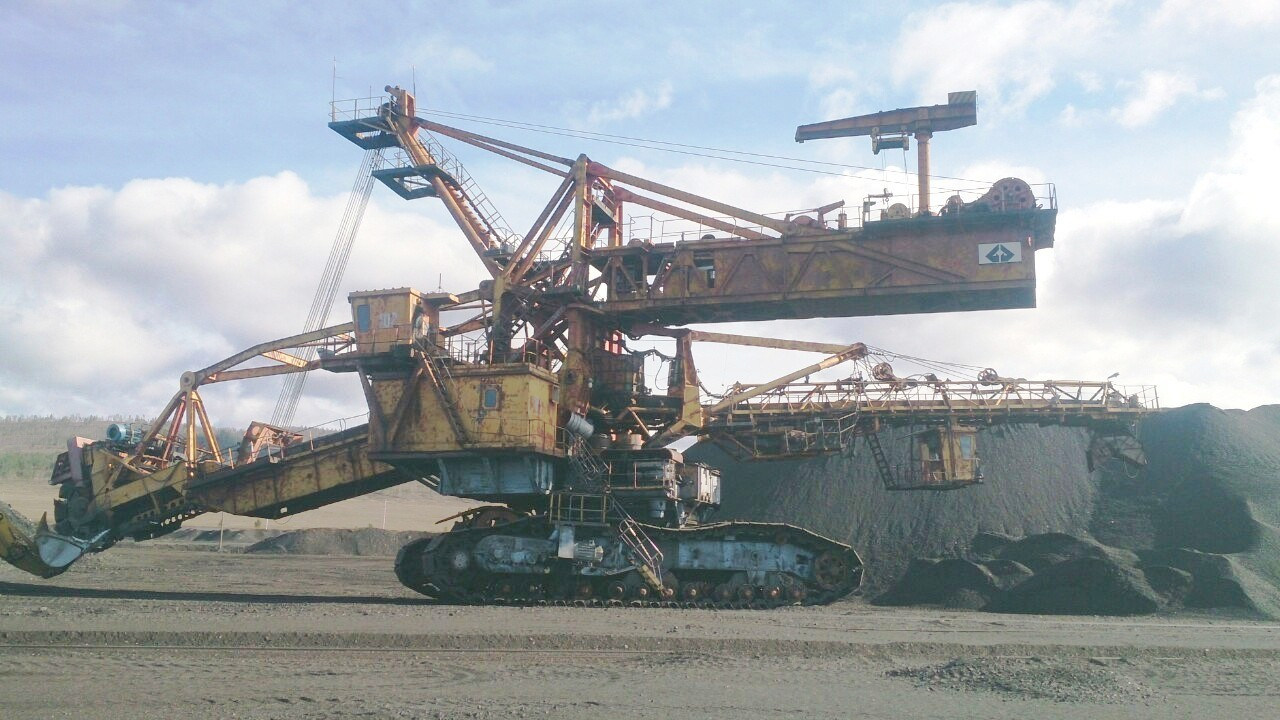
Escavatore ER1250 sulla miniera di carbone di Tugnui, Buryatia, Russia
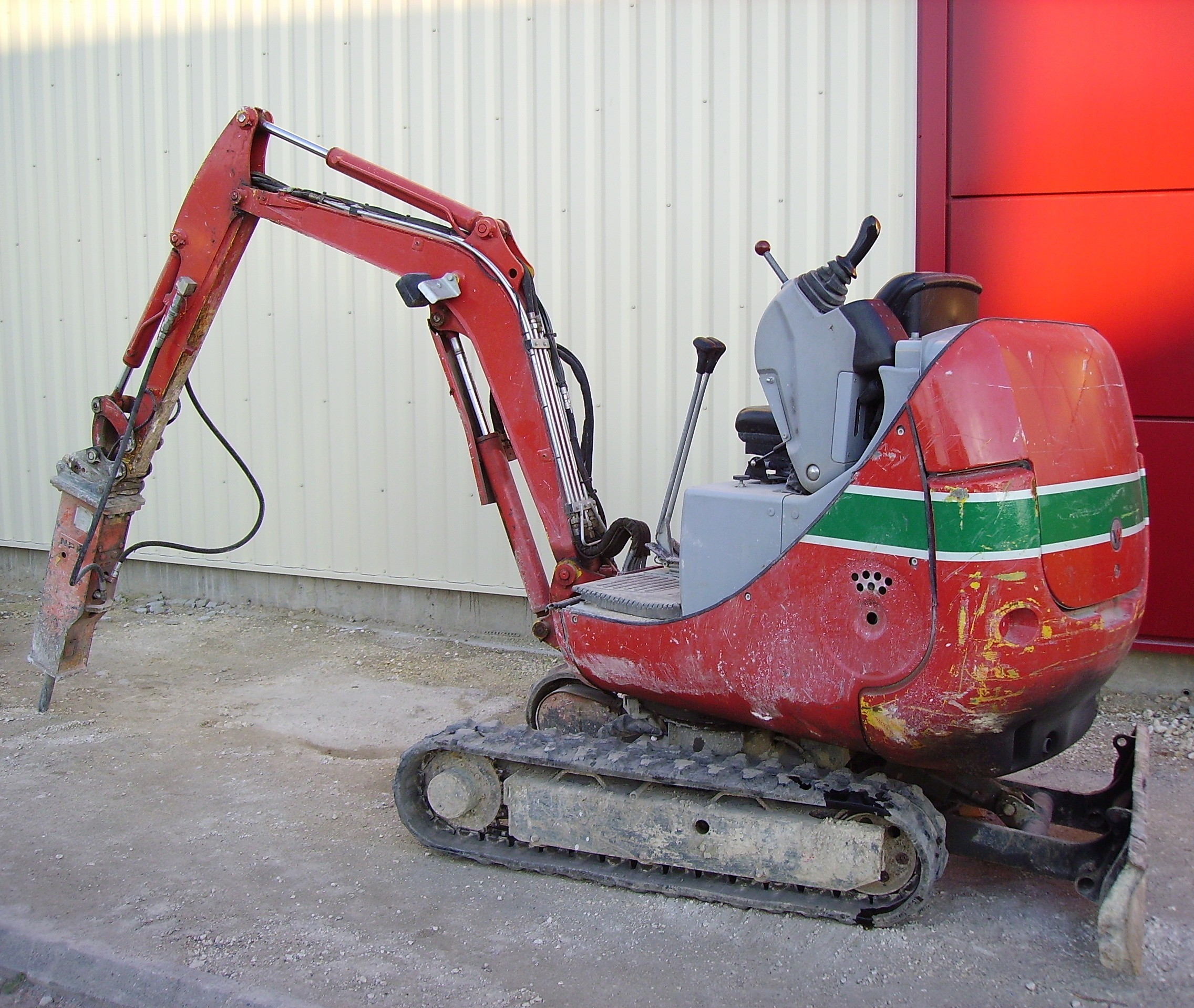
Miniescavatore con montato un martello idraulico

### I grandi escavatori
Le dimensioni di un escavatore dipendono ovviamente dall'ambito in cui vengono utilizzati: nelle grandi miniere a cielo aperto, in particolare di carbone, hanno raggiunto dimensioni rilevanti, come il Big Muskie, il più grande escavatore a benna trascinata mai costruito al mondo, e l'escavatore cingolato con ruote a tazze denominato "288", della Krupp Industrietechnik, situato in una miniera di lignite a cielo aperto a Garzweiler, in Germania. Quest'ultimo ha un peso di 13.500 tonnellate, una lunghezza di 240 m e un'altezza di 96 m, e permette di scavare fino a 240.000 tonnellate al giorno.
La necessità di movimentare grandi quantità di materiali ha portato alla realizzazione di strutture imponenti, come gli escavatori a catena di tazze o a ruota di tazze. Si tratta di macchine impiegate in posizione quasi statica, in quanto sono quasi sempre montate su pattini.
Un escavatore a catena di tazze è una macchina dotata di un lungo braccio lungo il quale ruota una serie di cucchiaie che asportano il materiale dalla parete portandolo verso la macchina stessa, dove viene scaricato; le cucchiaie svuotate ritornano, dal lato opposto del braccio, verso l'estremità, dove tornano a contatto con il terreno. Questo tipo di macchina è adatto allo scavo su terreni poco compatti e su lunghe pareti regolari.
Un escavatore a ruota di tazze sfrutta un principio sostanzialmente analogo, con le cucchiaie che però sono montate su una grande ruota che imprime loro un movimento dal basso verso l'alto, sostanzialmente ripetendo senza soluzione di continuità l'operazione che viene effettuata dall'escavatore a cucchiaia frontale.
Entrambe queste macchine sono solitamente dotate di un sistema di raccolta del materiale scaricato dalle cucchiaie, che viene automaticamente avviato su un sistema di nastri trasportatori che ne completa la rimozione.

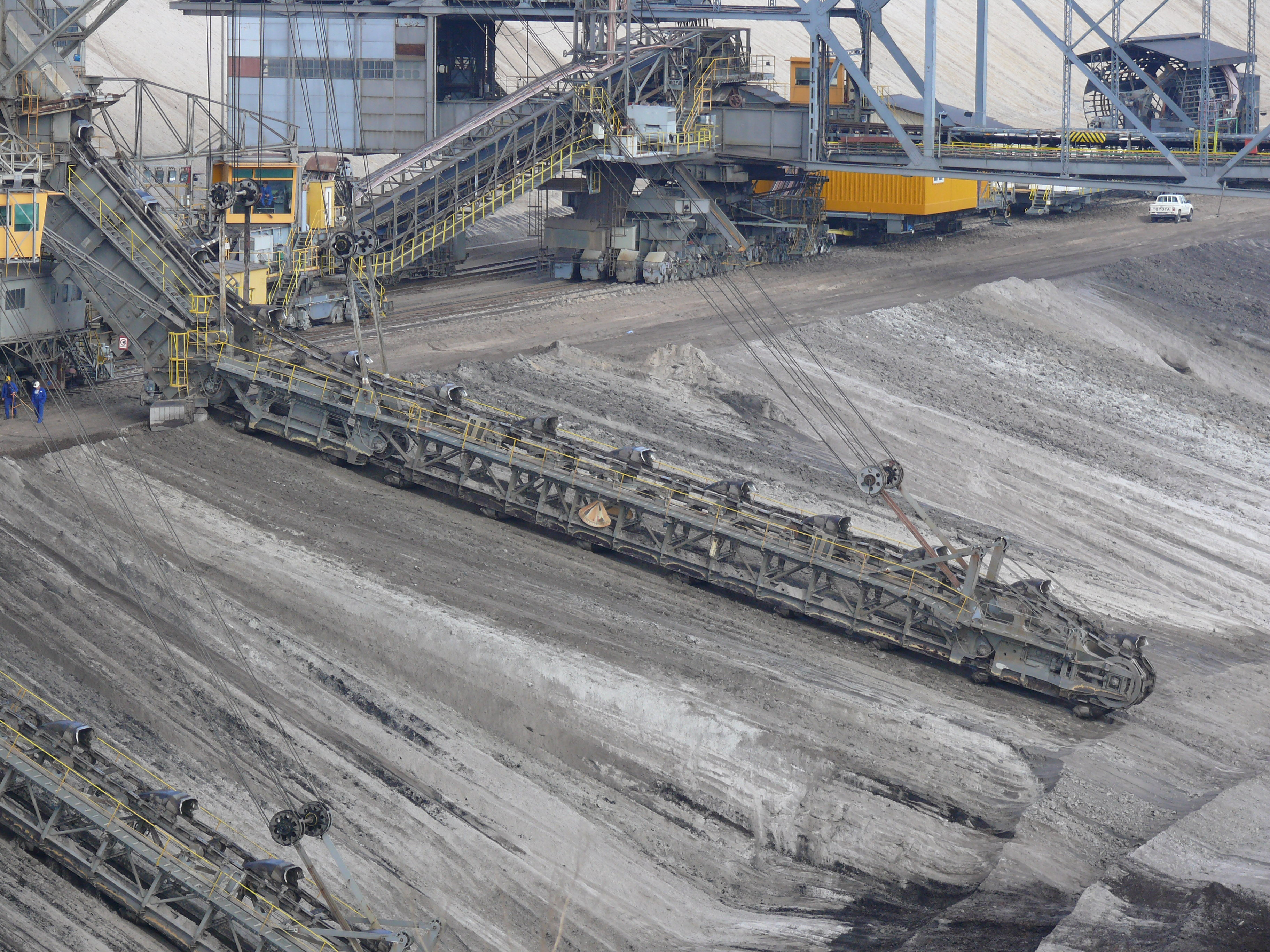
Un escavatore a catena di tazze
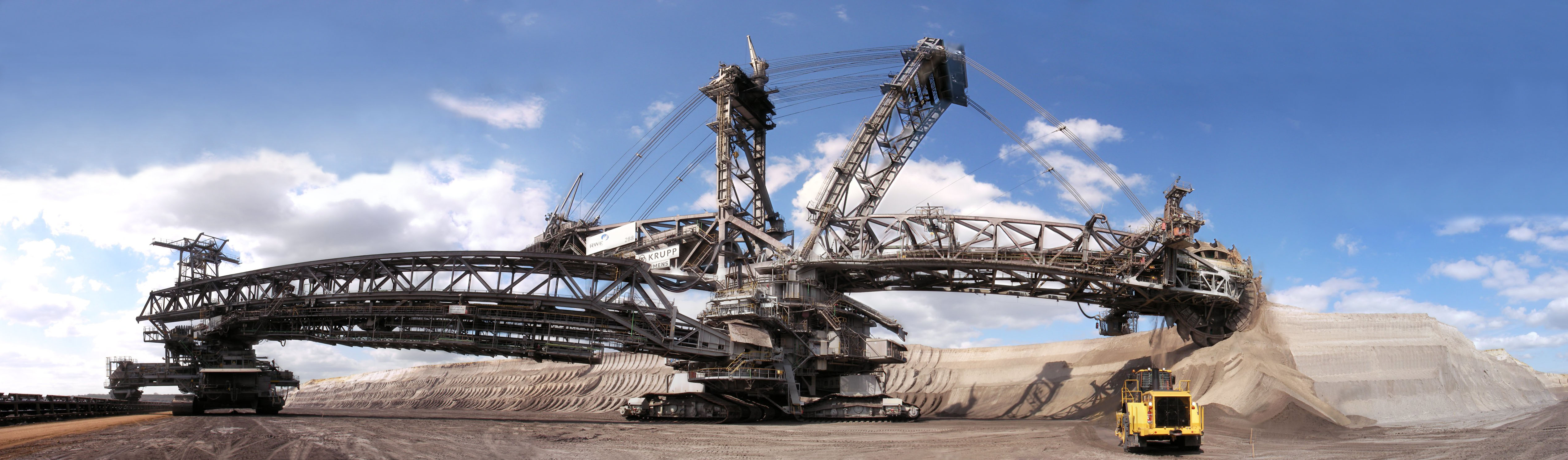
Un escavatore a ruota di tazze
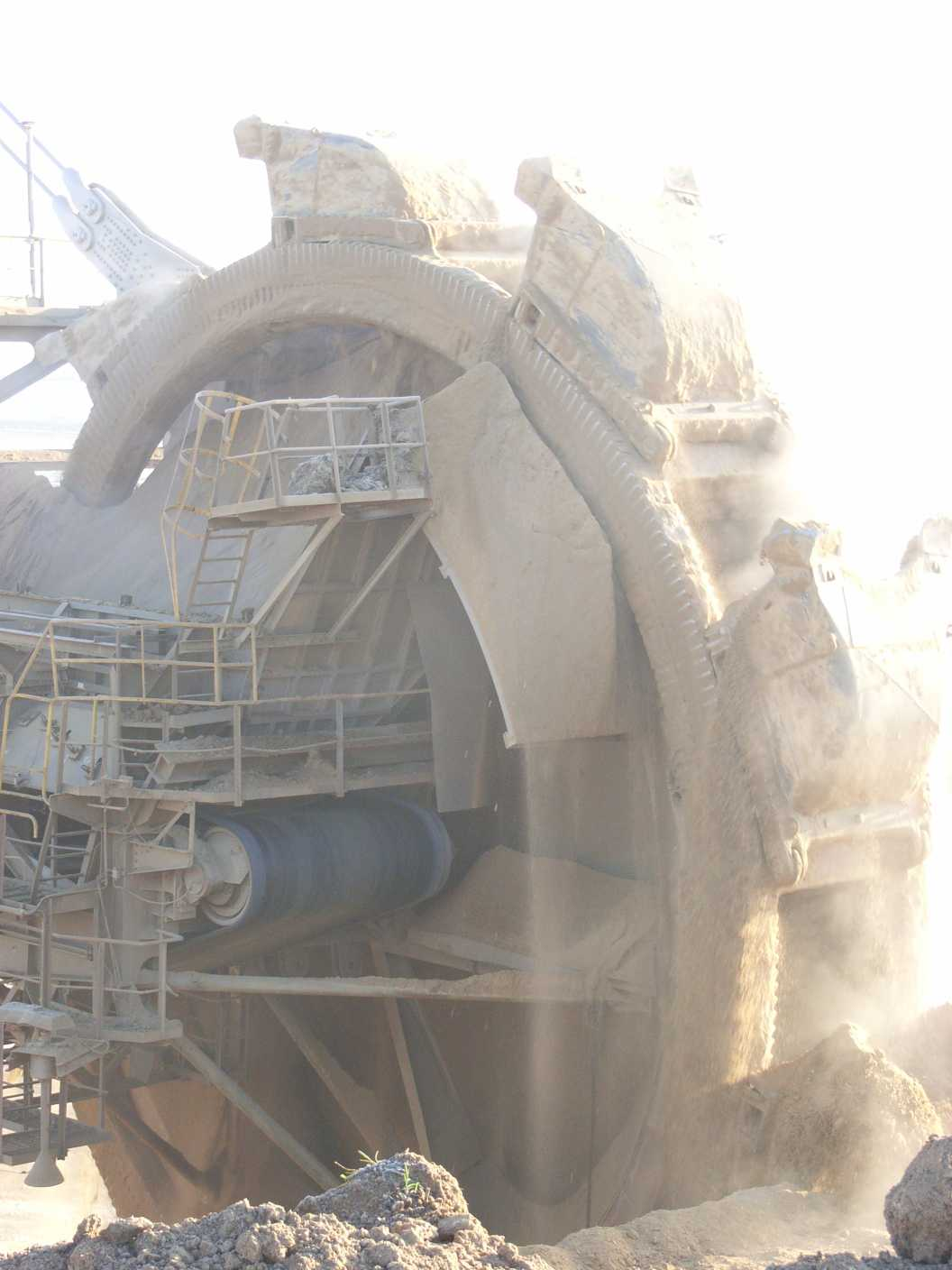
Particolare di una ruota di tazze

## Ambiti di utilizzo
Gli escavatori sono delle macchine piuttosto versatili, che trovano largo impiego in diversi tipi di attività, in particolare nell'ambito delle costruzioni e nell'ambito minerario, ma non solo.
È utilizzato ad esempio nelle miniere o cave (solitamente ma non necessariamente "a cielo aperto") per lo scavo di materiale adatto ad essere rimosso con questo tipo di mezzi, mentre nell'ambito delle costruzioni civili è utilizzato quando sia necessario lo scavo di fondazioni oppure per la costruzione di trincee sia di grandi dimensioni (ad esempio per il passaggio di una strada o di una linea ferroviaria) sia di dimensioni limitate (ad esempio per la posa di tubazioni o di cavi elettrici interrati).
Utilizzando attrezzi diversi dalla benna e dalla cucchiaia, l'escavatore può ampliare il numero di applicazioni possibili, includendo ad esempio lavori di demolizione di edifici, movimentazione di rottami, movimentazione di traversine e rotaie, sollevamento di materiali.

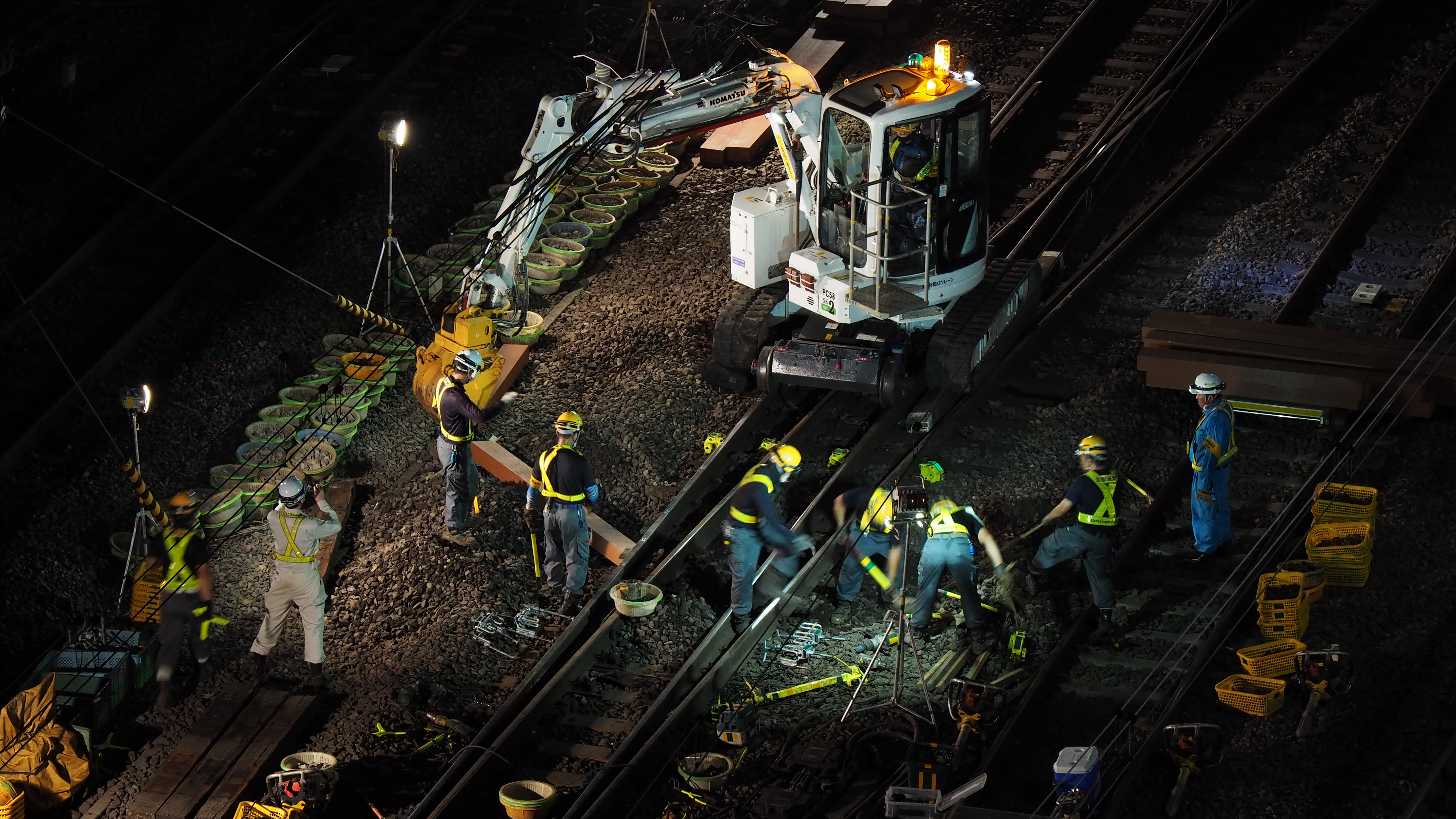
Utilizzo di escavatore per la manutenzione di un tratto ferroviario
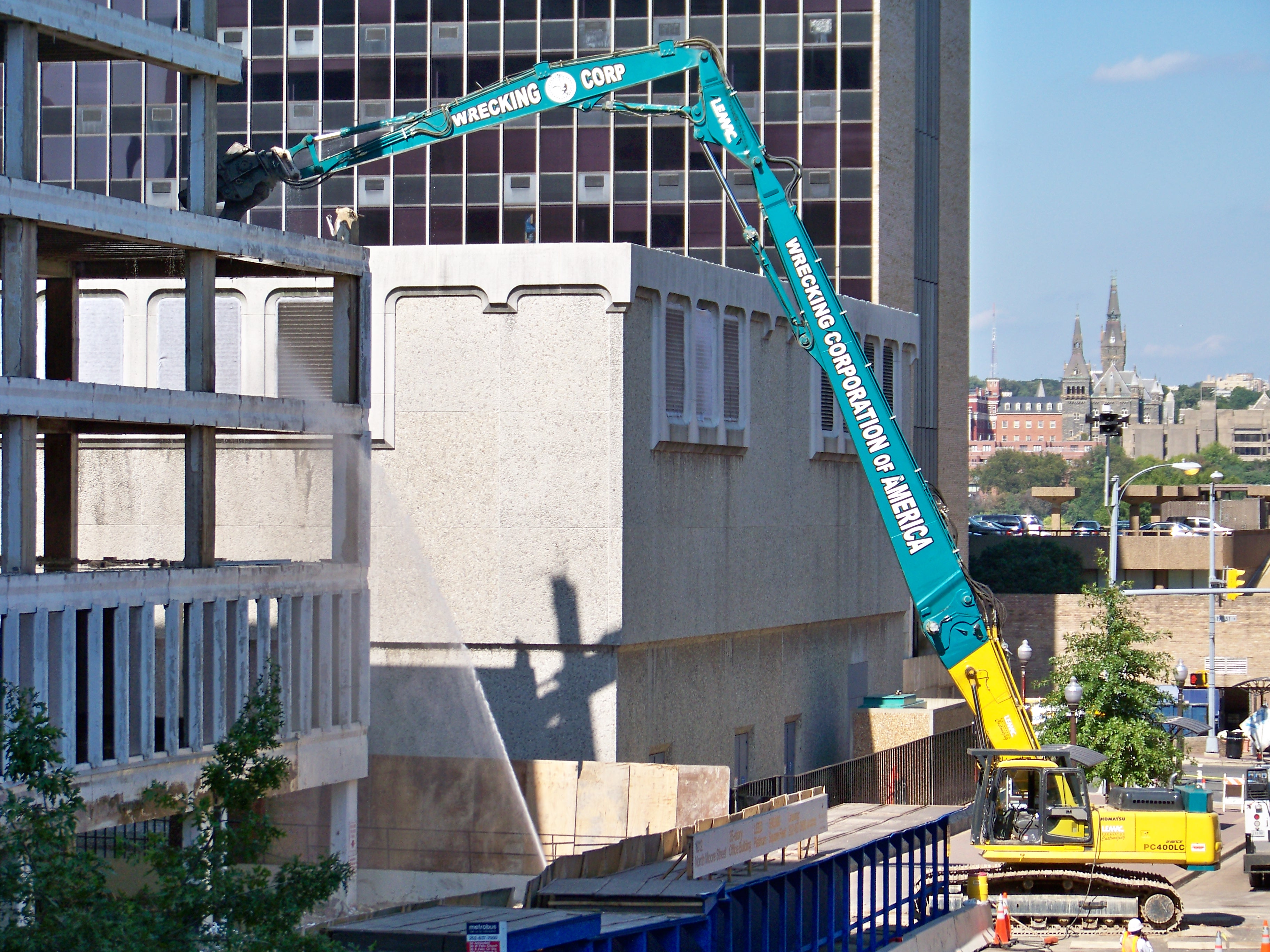
Escavatore con lungo braccio per operazioni di demolizione
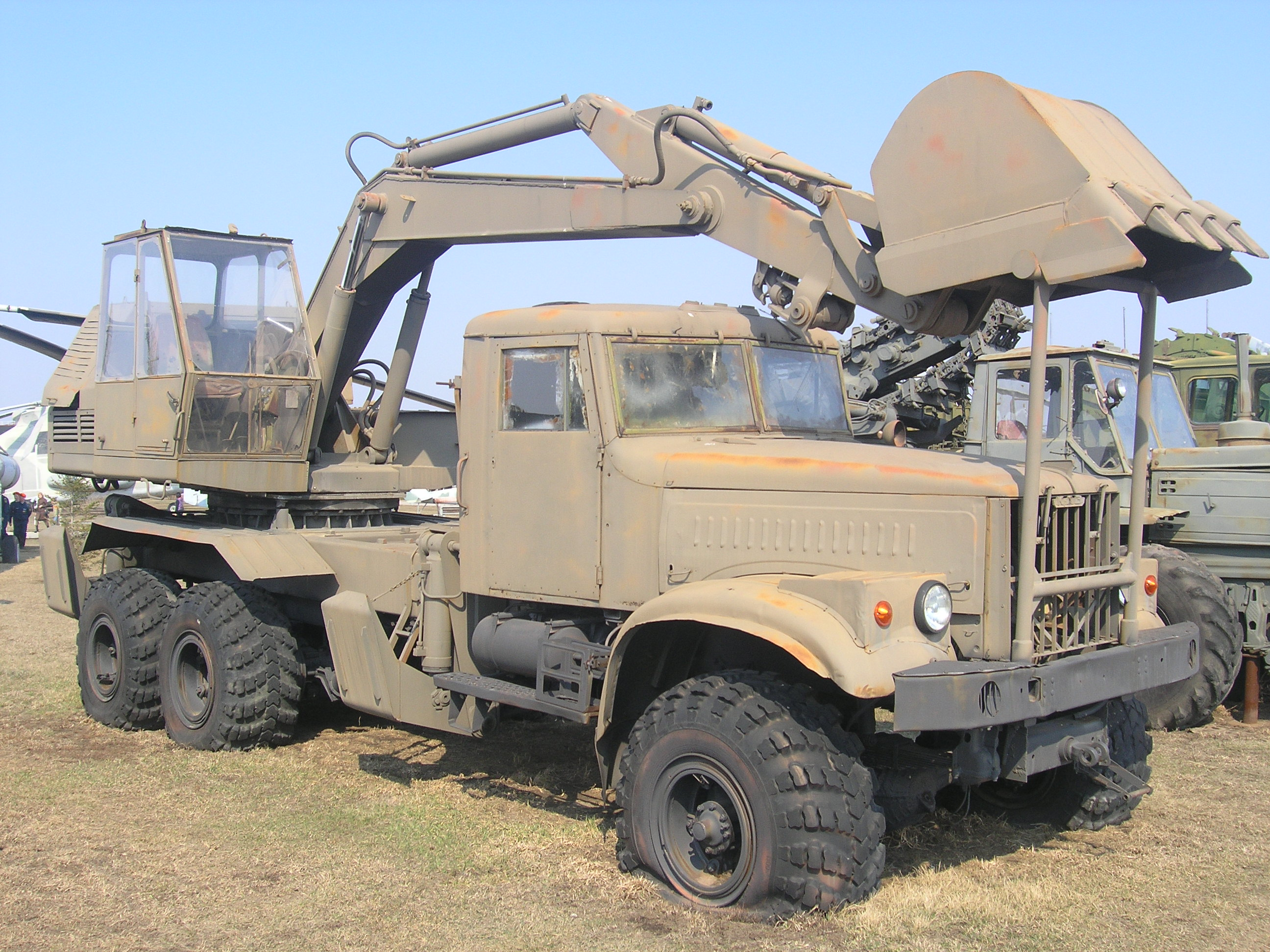
Escavatore sovietico "EOV-4421" per usi militari
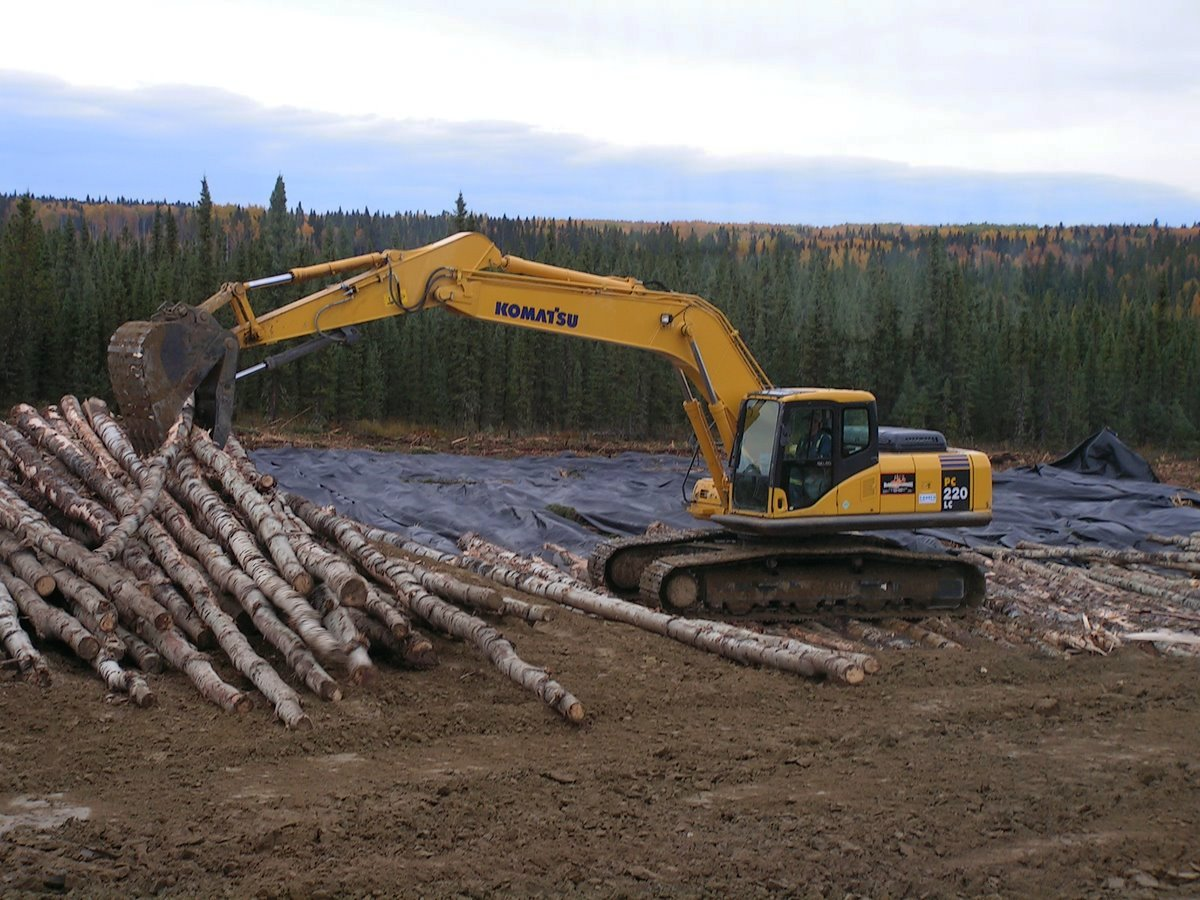
Escavatore equipaggiato con pinza per lo spostamento di tronchi d'albero

## Rischi e misure di sicurezza

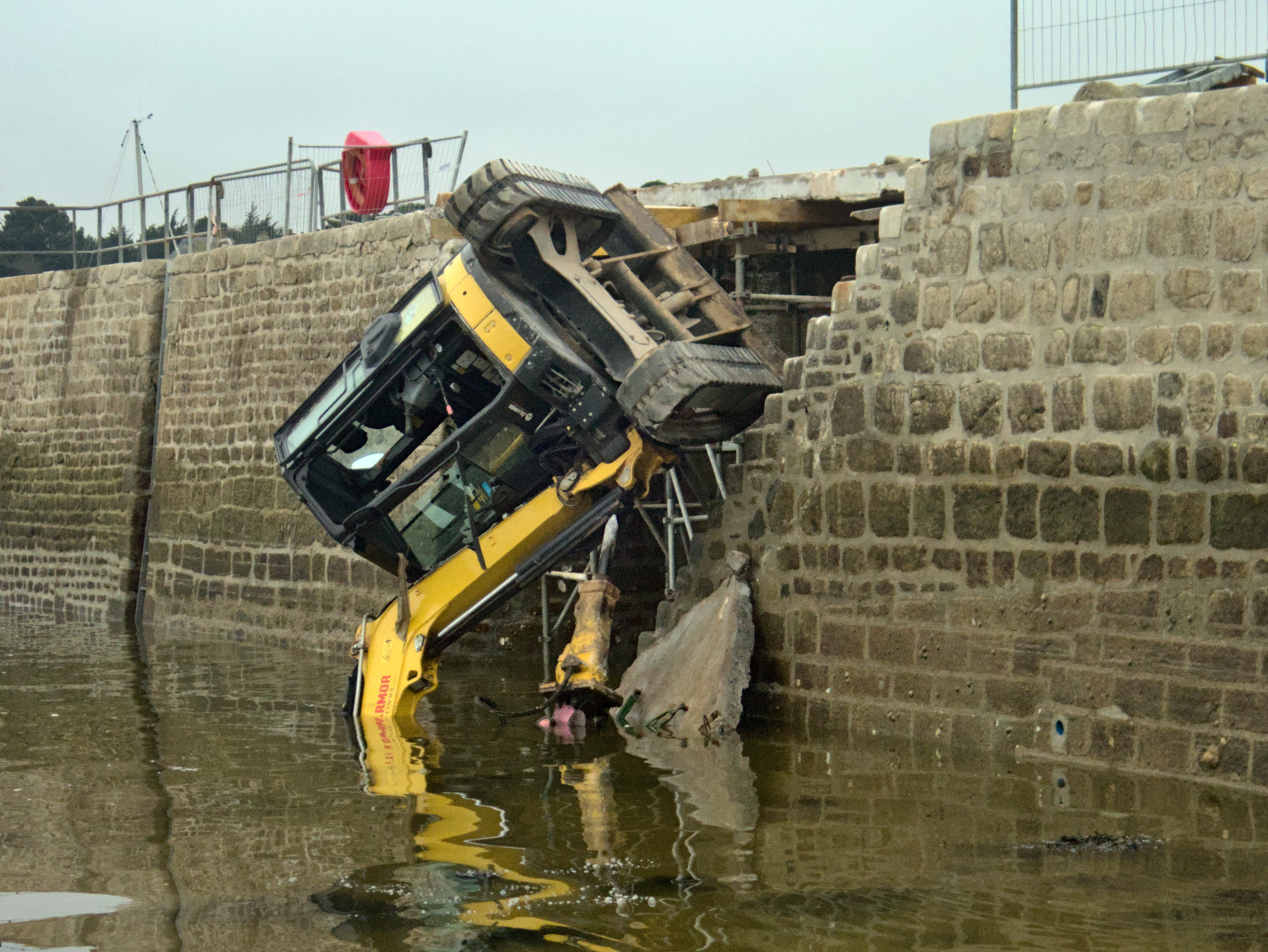
Caduta di un miniescavatore durante la ristrutturazione di una banchina al porto di Île-Tudy, in Francia

L'escavatore è una macchina che presenta, soprattutto se utilizzato impropriamente, molteplici rischi per la sicurezza delle persone, tra cui: ribaltamento, caduta di materiale dall'alto, scivolamenti, cadute a livello, urti, colpi, impatti, compressione, schiacciamento, cesoiamento, stritolamento, rischio elettrico, rischi associati ai gas di scarico, agenti chimici, rumore e vibrazioni.
Per assicurare la stabilità dell'escavatore durante il suo ciclo lavorativo, il carro degli escavatori è equipaggiato con un contrappeso, situato nella parte posteriore della torretta, che ha lo scopo di contrastare lo sforzo esercitato dal braccio escavatore. Nel caso degli escavatori gommati possono inoltre essere presenti degli stabilizzatori, che hanno forma simile a dei "piedi" che poggiano a terra, oppure, nel caso di miniescavatori cingolati, anche la lama può svolgere funzione stabilizzatrice.
Spesso il posto di guida e comando dell'escavatore è protetto da una cabina in modo da diminuire i rischi per il guidatore associati ad un eventuale ribaltamento e rovesciamento laterale oppure per proteggersi durante lavorazioni particolarmente pericolose come la demolizione di edifici. Secondo la norma UNI EN 474-1, gli escavatori deve essere provvisti di cabina con cintura di sicurezza e protezioni ROPS (Roll Over Protection Structure), TOPS (Tip Over Protective Structure) e FOPS (Falling Object Protective Structure).

## Normativa e standard

### In Europa

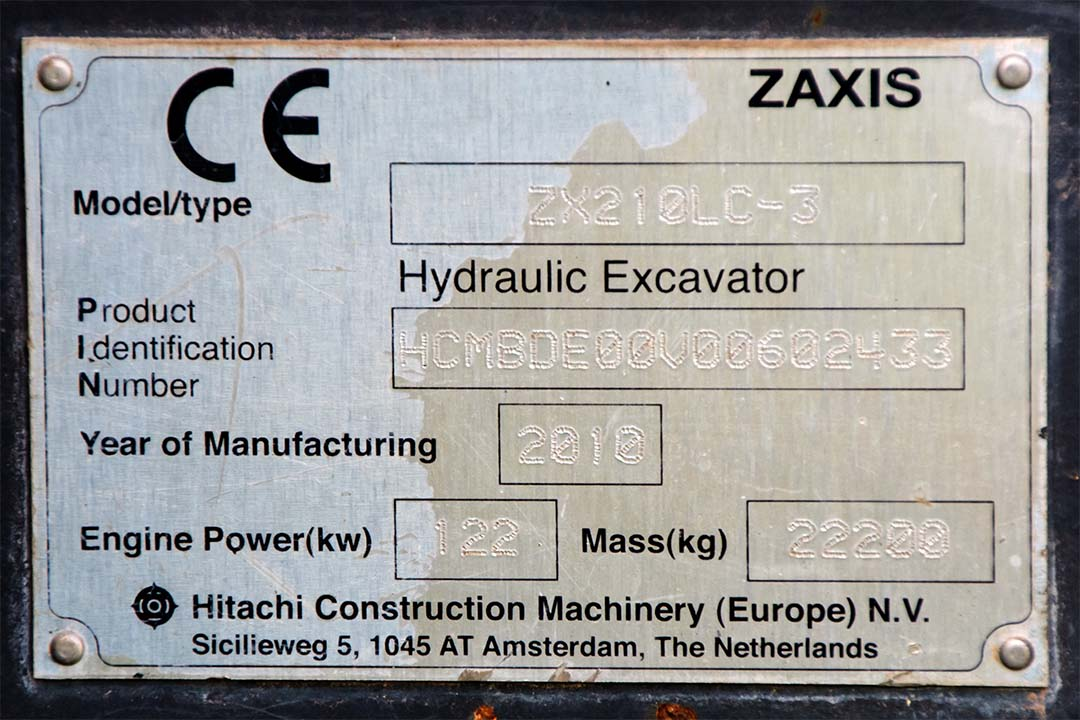
Esempio di targhetta di identificazione di un escavatore con marchio "CE"

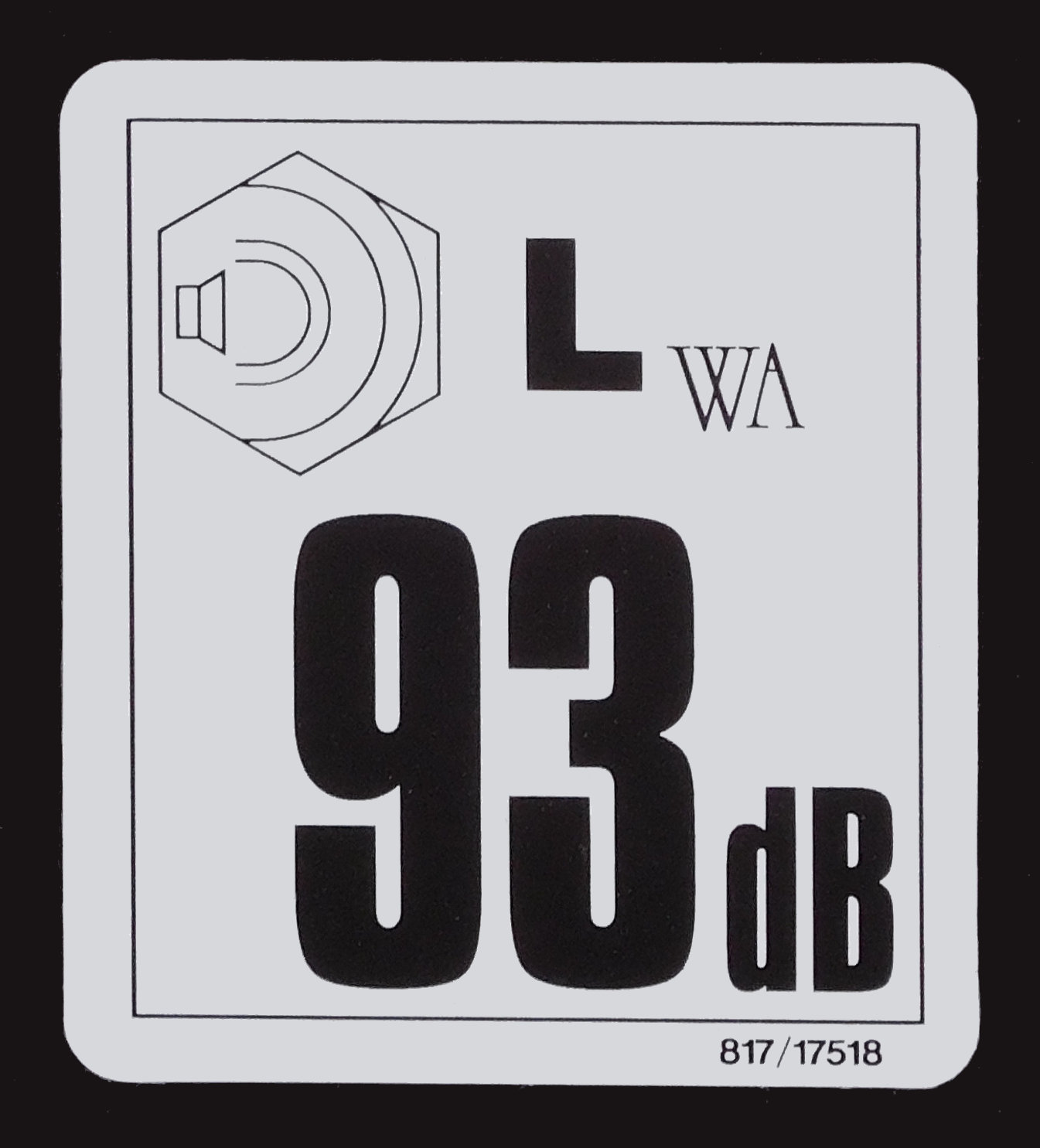
Esempio di targhetta con indicazione dell'emissione acustica di un escavatore secondo le indicazioni della Direttiva 2000/14/CE.

Nella Comunità Europea gli escavatori immessi sul mercato dopo il 21 settembre 1996 devono essere sottoposti a marcatura CE. In particolare, oltre a dovere essere conformi alla Direttiva macchine, sono soggetti anche a restrizioni sulle emissioni di rumore attraverso la Direttiva 2000/14/CE del Parlamento europeo e del Consiglio dell'8 maggio 2000 sul ravvicinamento delle legislazioni degli Stati membri concernenti l'emissione acustica ambientale delle macchine ed attrezzature destinate a funzionare all'aperto.
Esistono diverse norme tecniche specifiche sulla progettazione degli escavatori, tra cui:
- UNI EN 474-5 Macchine movimento terra - Sicurezza - Parte 5: Requisiti per escavatori idraulici
- UNI EN 474-12 Macchine movimento terra - Sicurezza - Parte 12: Requisiti per escavatori a fune
- UNI ISO 7451 Macchine movimento terra - Valutazione della volumetria per benne a cucchiaio e mordenti di escavatori idraulici e terne
- UNI ISO 7546 Macchine movimento terra - Benne per pale caricatrici e benne di carico frontale per escavatori - Valutazione della volumetria
- UNI ISO 8643 Macchine movimento terra - Dispositivo di controllo dell'abbassamento di escavatori idraulici e terne - Requisiti e metodi di prova
- UNI ISO 10262 Macchine movimento terra - Escavatori idraulici - Prove di laboratorio e requisiti nelle prestazioni di ripari per la protezione dell'operatore
- UNI ISO 10567 Macchine movimento terra - Escavatori idraulici - Capacità di sollevamento
- UNI 11849 Vibrazioni meccaniche e urti - Modalità di prova per misurare le vibrazioni trasmesse dal sedile di escavatori, caricatori e terne all'operatore
- UNI EN 13531 Macchine movimento terra - Struttura di protezione in caso di rovesciamento (TOPS) per escavatori compatti - Prove di laboratorio e requisiti di prestazione
- UNI ISO 15219 Macchine movimento terra - Escavatori a funi - Terminologia e specifiche commerciali

Trattandosi di macchine movimento terra, agli escavatori si applicano inoltre alcune norme tecniche generali sulle macchine movimento terra, tra cui:
- UNI EN 474-1:2022 - Macchine movimento terra - Sicurezza - Parte 1: Requisiti generali
- UNI ISO 5006 Macchine movimento terra - Campo visivo dell'operatore - Metodo di prova e criteri di prestazione
- UNI ISO 6405-2 Macchine movimento terra - Simboli per i comandi dell'operatore e altri indicatori - Parte 2: Simboli specifici per macchine, attrezzature ed accessori
- UNI ISO 14401-2 Macchine movimento terra - Campo visivo di specchi di sorveglianza e retrovisori - Parte 2: Criteri di prestazione
- UNI EN 15573 Macchine movimento terra - Requisiti di progettazione per la circolazione stradale